# اسکاموکاوا ولی (واشینگتن)
اسکاموکاوا ولی (به انگلیسی: Skamokawa Valley) یک منطقهٔ مسکونی در ایالات متحده آمریکا است که در واشینگتن واقع شده‌است. اسکاموکاوا ولی ۷۳٫۵۸۰ کیلومتر مربع مساحت و ۴۰۱ نفر جمعیت دارد و ۷۳ متر بالاتر از سطح دریا واقع شده‌است.